# Leucobryum flavo-mucronatum
Leucobryum flavo-mucronatum là một loài rêu trong họ Dicranaceae. Loài này được Müll. Hal. mô tả khoa học đầu tiên năm 1879.